# 트릭스터 (음악가)
트릭스터(Trickster, 본명: 유르겐 피클러, Juergen Pichler)는 영국에 거주하는 오스트리아 출신 음악가로 다채로운 음악 스타일로 잘 알려져 있다.

## 음악 경력
가수인 트릭스터는 2022년 11월 싱글 《Thank Fuck It's Christmas》로 데뷔했다. 로열 필하모닉 오케스트라와 함께 공연하며 그 해의 긴장과 스트레스를 반영한 욕설이 담긴 곡을 선보였다. 가사는 로비 윌리엄스의 작곡가이자 프로듀서 가이 챔버스(Guy Chambers)와 코미디언 스티브 퍼스트(Steve Furst), 그리고 트릭스터(Trickster)가 공동으로 썼으며, "2022년에 나올 수밖에 없었던 유일한 크리스마스 노래"로 묘사되었다. 이 가사는 영국 정부 활동, 생활비 위기, 전염병, 화성 이주를 시도하는 초부자 등 그 해의 문제적 요소를 겨냥했다.
《Praise Be It’s Christmas》라는 클린 버전도 발매되었고, 이에 대한 두 개의 뮤직 비디오는 YouTube에서 수백만 회의 조회수를 기록하는 바이럴 히트를 기록했다. 이 중 한 편은 에이미 와인하우스, 다이애나 로스, 폴 매카트니와의 작업으로 유명한 필 그리핀(Phil Griffin)이 연출하였고, 다른 한 편은 스위스 알프스에서 촬영된 것으로, 노르베르트 블레차(Norbert Blecha, 'Requiem for Dominic', 'Wolfsliebe'의 감독)가 연출했다.
두 곡의 수익금은 트릭스터가 아동 복지와 사회적 굶주림에 대처하는 자선 단체에 기부되었다. 트릭스터와 그의 팀은 "진정한 변화는 농담이 아니다"라는 모토로 영국의 여러 푸드뱅크에 식료품을 기부했습니다. 가장 빈곤한 지역 중 하나인 남서부 벨파스트 푸드뱅크는 이 캠페인을 통해 상당한 도움을 받았습니다(처음에는 예상치 못한 양이 지원되지 않는 이 지역에 전달되어 장난이라고 생각해서 놓칠 뻔했습니다). 가수는 어린 시절 영양 부족으로 어려움을 겪었던 자신의 경험을 바탕으로 음식의 영양학적 가치와 같은 디테일한 부분에 관심을 기울였다고 설명했습니다.
이 뮤직 비디오에서는 트릭스터의 실제 정체성이 애니메이션으로 가려져 있었기 때문에, 그가 누구일지에 대한 추측이 돌았다. 일각에서는 가사 공동 작가인 스티브 퍼스트일 수도 있고, 가이 챔버스가 이전에 함께 일한 유명인이거나, 문제를 해결할 스코어를 가진 어떤 사라진 인물일 수도 있다는 추측이 있었다.
2023년 5월, 트릭스터는 2017년 프랑스 남부에서 겪은 차 사고에서 영감을 받아 싱글 《Still Kicking》을 발표했다. 이 곡은 '90년대 후반의 얼터너티브 록, 아메리카나, 영화적인 사운드 스케이프에 영감을 받았다고 한다. 이 트랙은 가이 챔버스, 리처드 플락, 그리고 트릭스터가 프로듀싱했다. 뮤직 비디오에는 가려져 있던 가수가 등장하여 곡 뒤의 이야기와 함께 그가 영국에 거주하는 오스트리아 출신임을 언론에서 언급하는 장면이 나온다.
2023년 11월, 트릭스터는 《"Silent Night" vs "Santa Claus Is Coming To Town"》라는 두 개의 크리스마스 클래식을 혼합한 노래를 발표했는데, 보컬 그룹 스윙글 싱어즈(Swingle Singers)가 참여했다. 이 경우에도 언론은 이 가수의 본명인 유르겐 피클러(Juergen Pichler)라는 정보를 언급했다. 그는 이미 다양한 밴드와 뮤지션(오스트리아 밴드 헝거 등)의 프로듀서이자 작곡가(패트릭 린드너의 "올레 올라")로 유명했습니다. 또한 오스트리아의 '강아지 마피아 퇴치 운동'과 같은 자선 활동을 지원하기도 했습니다.
2024년 4월 23일(성 조지의 날)에 트릭스터는 애비 로드 스튜디오에서 로열 필하모닉 오케스트라와 함께 녹음한 영국 국가 《신이여 왕을 구하소서》의 버전을 발표했습니다. 그는 영국에 대한 자신의 사랑을 표현하기 위해 이 버전을 만들고 싶었다고 말했습니다. 이 곡은 외국인이 찰스 왕세자를 위해 녹음한 최초의 곡입니다. 제작 단계에서 헬리콥터 부조종사로 포르투갈에서 돌아올 때 기술적 어려움으로 인해 스페인 북서부의 한 농장에 비상 착륙해야 했습니다.
2024년 5월, 트릭스터는 칸에서 자신의 인생 이야기를 바탕으로 한 8,500만 파운드 예산의 모험 스릴러 영화 '트래블 에이전트'(제작자: 노버트 블레차)를 제작한다고 발표했습니다. 그는 영화에 직접 출연할 뿐만 아니라 총괄 프로듀서로도 활동할 예정입니다. 또한 영화 사운드트랙 제작에 가이 챔버스와 협력하고 있습니다. 당초 이 영화의 주요 배역은 제라르 드파르디외가 맡을 예정이었으며, 이는 성폭행 혐의로 체포된 후 3년 만에 복귀하는 것을 의미합니다. 그러나 이 캐스팅으로 인해 곧 논란이 일자 제작자는 결정을 재고하고 이 선택을 철회했습니다.

## 음반 목록
- 《Thank Fuck It's Christmas》 (싱글, 2022)
- 《Still Kicking》 (싱글, 2023)
- 《"Silent Night" vs "Santa Claus Is Coming To Town"》 (싱글, 2023)
- 《Be Careful What You Wish For》 (싱글, 2024)
- 《God Save the King》 (싱글, 2024)